# Where’d You Go
Where’d You Go (englisch für „Wo bist du hingegangen“) ist ein Lied des US-amerikanischen Hip-Hop-Projekts Fort Minor von Linkin-Park-Mitglied Mike Shinoda, das er zusammen mit der Sängerin Holly Brook und dem Sänger Jonah Matranga aufnahm. Der Song erschien am 22. November 2005 auf dem Studioalbum The Rising Tied und wurde am 14. April 2006 als vierte Single aus diesem veröffentlicht.

## Inhalt
Where’d You Go handelt von Angehörigen von Bandmitgliedern, die sich aufgrund der weltweiten Tourneen oft einsam und alleingelassen fühlen. Mike Shinoda rappt den Song aus Sicht einer zurückgelassenen Frau, die zuhause auf die Rückkehr ihres Mannes wartet. Dabei geht es um Einsamkeit und den Gedanken daran, die Beziehung zu beenden, weil Telefongespräche für lange Zeit die einzige Verbundenheit zwischen beiden sind. Sie fühle sich nutzlos und sei nur am Warten auf das Wiedersehen. Erst wenn sie sich von ihm trenne, würde er wissen, was er an ihr hatte und sie vermissen. Der Refrain wird von Jonah Matranga und der Sängerin Holly Brook gesungen, die später als Skylar Grey bekannt wurde.

“Where’d you go? I miss you so

Seems like it’s been forever

That you’ve been gone

Please come back home”

## Produktion
Der Song wurde komplett von Mike Shinoda selbst produziert und geschrieben.

## Musikvideo
Bei dem zu Where’d You Go gedrehten Musikvideo führte Philip Andelman Regie. Es verzeichnet auf YouTube über 24 Millionen Aufrufe (Stand Februar 2024). Zu Beginn sind Interviews mit drei verschiedenen Familien zu sehen, die alle räumlich von ihren Liebsten getrennt sind: Ein Elternpaar, deren Sohn als Soldat im Irak kämpft; ein Kind dessen Eltern geschieden sind und das viele Aufgaben im Haushalt übernehmen muss; sowie die Frau eines Baseballspielers, die sich allein um die gemeinsamen Kinder kümmert. Anschließend beginnt der Song und Mike Shinoda rappt die Strophen in den Häusern der drei Familien. Holly Brook singt den Refrain sitzend an einem Tisch, während Jonah Matranga allein in einem Auto sitzt. Dazwischen werden die Räumlichkeiten der drei Familien gezeigt.

## Single

### Covergestaltung
Das Singlecover zeigt den braunen Schriftzug Fort Minor sowie den Titel Where’d You Go und die Anmerkung Featuring Holly Brook & Jonah Matranga in Schwarz. Rechts im Bild ist eine abstrakte Frauenfigur im Comicstil zu sehen.

### Titelliste
1. Where’d You Go (feat. Holly Brook & Jonah Matranga) – 3:55
2. Where’d You Go (Big Bad Remix) – 4:10
3. Where’d You Go (SOB Remix) – 3:17

### Chartplatzierungen
Where’d You Go stieg am 28. April 2006 auf Platz 20 in die deutschen Singlecharts ein und erreichte eine Woche später mit Rang 18 die höchste Position, auf der es sich zwei Wochen halten konnte. Insgesamt hielt sich der Song zwölf Wochen lang in den Top 100. Besonders erfolgreich war das Lied in den Vereinigten Staaten, wo es Platz vier belegte und sich 20 Wochen in den Charts halten konnte.
| ChartsChartplatzierungen       | Höchstplatzierung | Wochen |
| ------------------------------ | ----------------- | ------ |
| Deutschland (GfK)              | 18 (12 Wo.)       | 12     |
| Österreich (Ö3)                | 29 (14 Wo.)       | 14     |
| Schweiz (IFPI)                 | 62 (4 Wo.)        | 4      |
| Vereinigte Staaten (Billboard) | 4 (20 Wo.)        | 20     |

| ChartsJahrescharts (2006)      | Platzierung |
| ------------------------------ | ----------- |
| Vereinigte Staaten (Billboard) | 43          |

### Verkaufszahlen und Auszeichnungen
Where’d You Go erhielt im Jahr 2009 in den Vereinigten Staaten für mehr als eine Million verkaufte Einheiten eine Platin-Schallplatte. Bei den MTV Video Music Awards 2006 wurde der Song in der Kategorie Ringtone of the Year ausgezeichnet.

| Land/Region               | Auszeichnungen für Musikverkäufe (Land/Region, Auszeichnung, Verkäufe) | Verkäufe  |
| ------------------------- | ---------------------------------------------------------------------- | --------- |
| Vereinigte Staaten (RIAA) | Platin                                                                 | 1.000.000 |
| Insgesamt                 | 1× Platin ·                                                            | 1.000.000 |